# Feldkieker
Als Feldkieker (auch Feldgieker) bezeichnet man eine grob gekörnte, schnittfeste Rohwurstsorte. Die Wurst ähnelt in Herstellung und Verwendung der italienischen Salami. Bekannt war der „Feldkieker“ bereits im Jahr 1488 im hessischen Büraberg bei Fritzlar.

## Eichsfelder Feldgieker

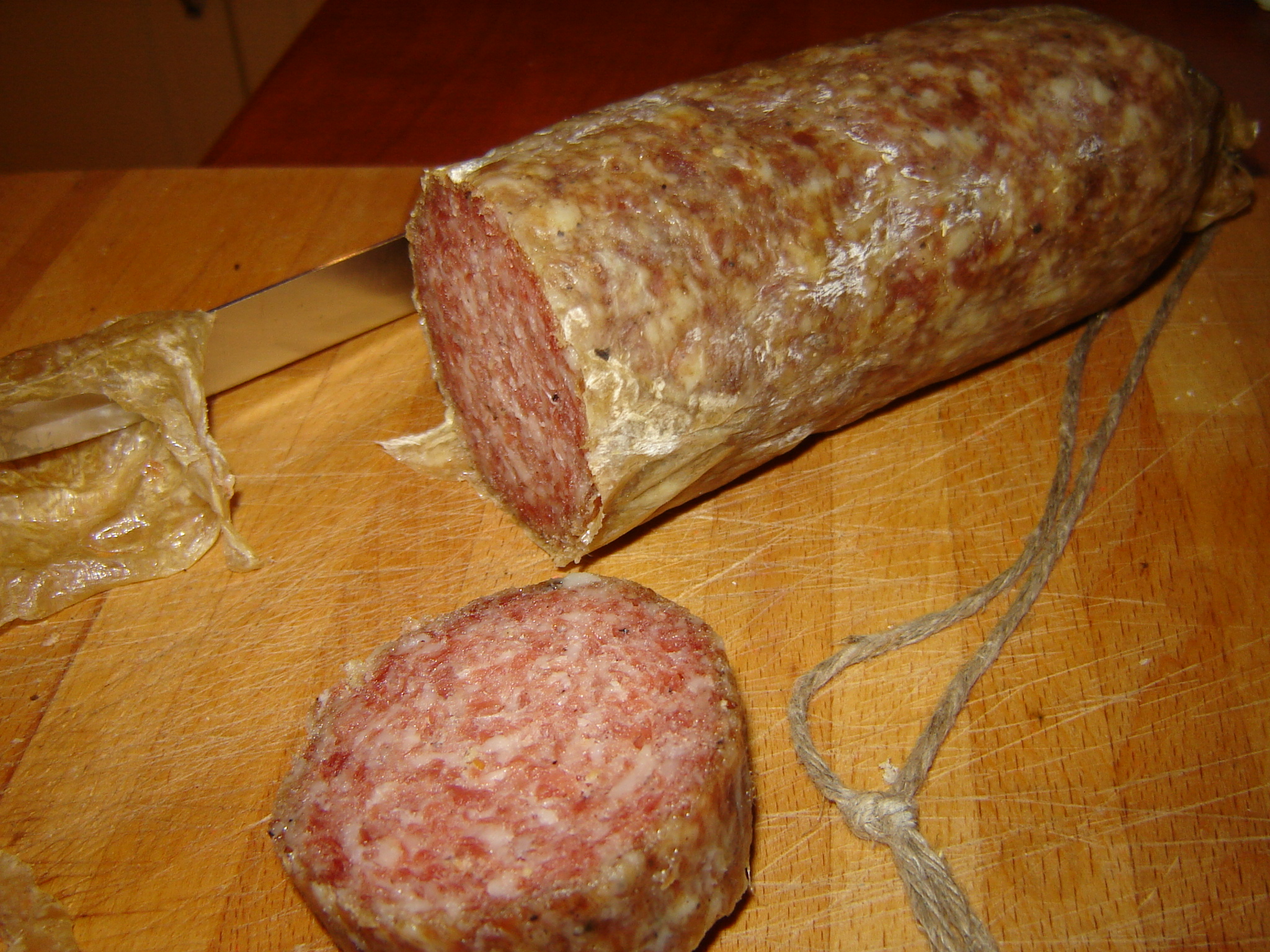
Der Eichsfelder Feldgieker als Stracke

Der Eichsfelder Feldgieker bzw. Eichsfelder Feldkieker ist eine Eichsfelder Wurstspezialität. Für die Herstellung wird mageres Schweinefleisch im Kutter zerkleinert, und anschließend Speck grob zerkleinert hinzugefügt. Typische Würzmittel sind Salpeter oder Nitritpökelsalz, Pfeffer, Koriander und auch andere Gewürze. Nach alten klassischen Rezepten wird das Brät bei der Hausschlachtung noch schlachtwarm in die leicht längliche, blasenähnliche Wursthülle des Feldkiekers gefüllt, die aus dem Bauchfell („Schmalzhaut“) vom Schwein handgenäht wird und einen Durchmesser von über 10 Zentimeter erreichen kann. Im Untereichsfeld wird eine Blase vom Kalb als Wursthülle verwendet, dann heißt die Wurst Eichsfelder Kälberblase. Der Eichsfelder Feldgieker wird auch als zylinderförmige (‚gerade‘) Variante, der Eichsfelder Stracke, im Schweinedarm hergestellt. Er wird außerdem im Obereichsfeld luftgetrocknet, seltener kaltgeräuchert. Aufgrund seines Volumens benötigt der Feldgieker anschließend in gut belüfteten Räumen mit bis zu einem Jahr eine sehr lange Reifezeit, um seinen Geschmack voll zu entfalten. Am besten reifen die Würste in lehmverputzten Kammern mit einem Fenster nach Norden.
In der Neuzeit werden Feldgieker auch unter industriellen Bedingungen produziert, erreichen dann aber nicht mehr die Qualität der nach Hausmacherart hergestellten Würste.

## Göttinger Feldkieker
Der Göttinger Feldkieker ist eine Mettwurstspezialität aus dem Raum Göttingen und wird aus Schweinefleisch hergestellt, das mindestens zu 65 % von älteren Tieren stammt. Durch die gezielte Fütterung der Schweine weist dieses Fleisch eine besondere Fettqualität auf. Die Wurst ähnelt zwar auch dem Eichsfelder Feldgieker, jedoch wird sie nicht in Warmfleischverarbeitung hergestellt und benötigt daher für die Reifung Starterkulturen mit zugesetzten Hefen. Dies führt zu  einer anderen Reifung und Geschmacksbildung. Für den Göttinger Feldkieker ist zudem die Abfüllung in blasenförmige Därme typisch.

## Nordhessischer Feldkieker
Der Nordhessische Feldkieker ist eine Form der Ahlen Wurst, einer nordhessischen Wurstspezialität ähnlich dem Eichsfelder Feldgieker.

## Markenschutz
Der Eichsfelder Feldgieker bzw. Eichsfelder Feldkieker ist seit 2013 eine geschützte geografische Angabe (g.g.A.). Der Göttinger Feldkieker ist dies schon seit dem Jahr 2011.